# Desindustrialização no Brasil

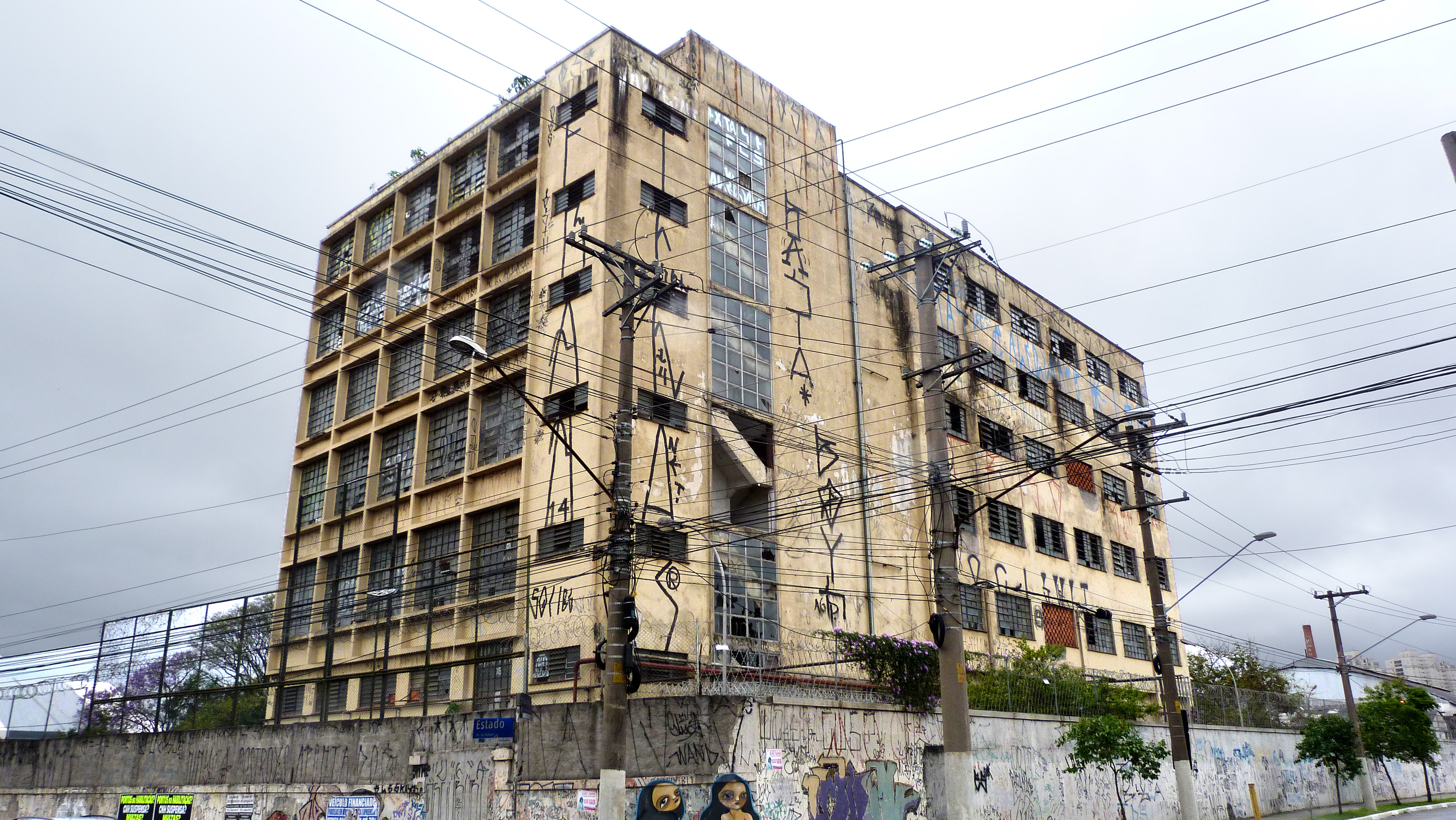
Ruínas do Edifício Companhia Antarctica Paulista, em São Paulo

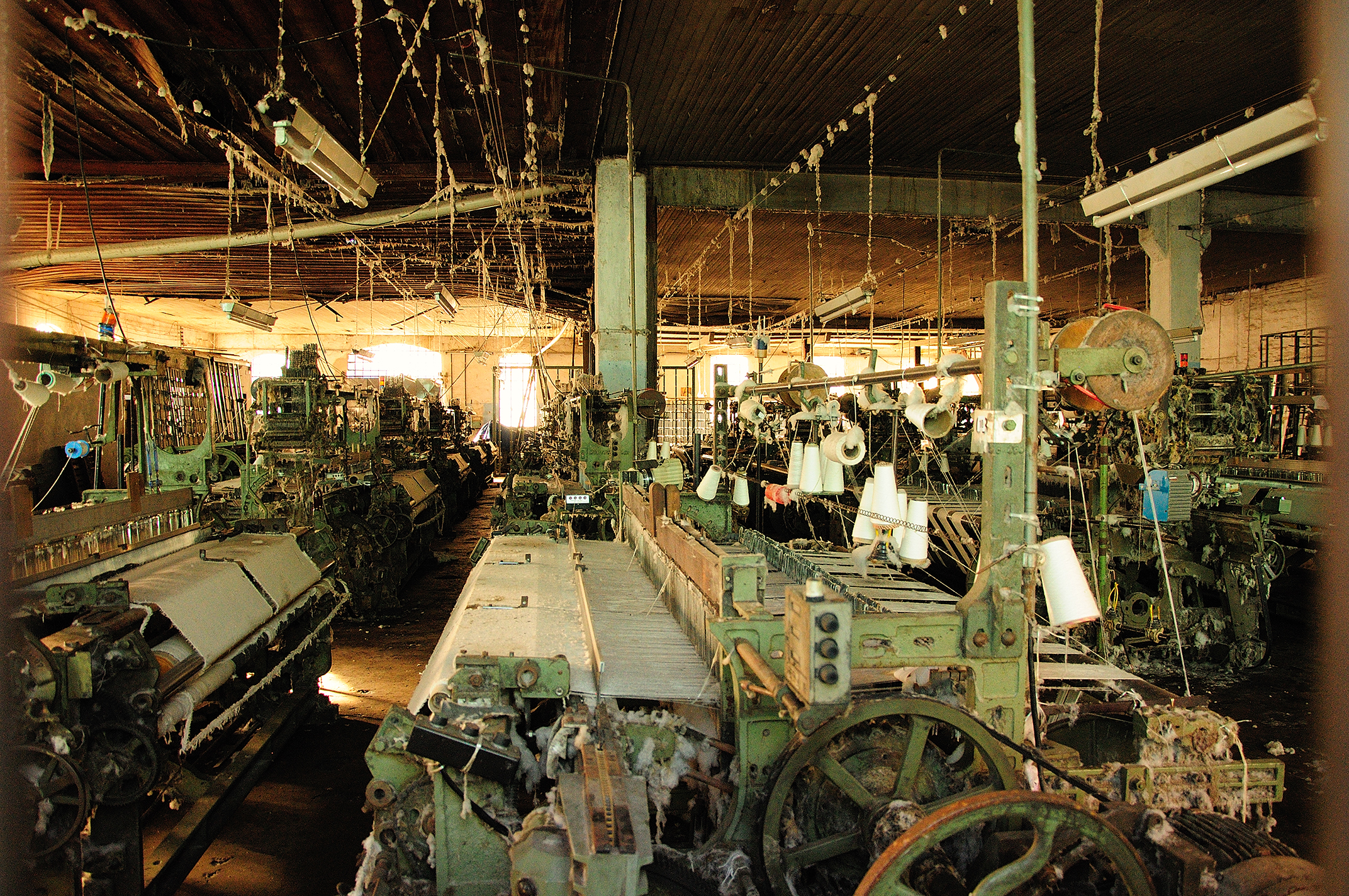
Tecelagem abandonada no Complexo Industrial Carioba, em Americana, São Paulo

A desindustrialização no Brasil foi um processo de redução da capacidade da indústria que ocorreu no Brasil após a década de 1980.
Entre 1930 e 1980, o Brasil se industrializou e se desenvolveu de forma acelerada, sob uma estratégia baseada na substituição de importações e no endividamento externo. Até a década de 1970, a indústria brasileira era mais forte do que a da Coreia do Sul (na época um país pobre, tal como o Brasil). Após a Crise da Dívida Externa nos anos 1980 e os reajustes que estabilizaram a economia na década seguinte, como o Plano Real, um processo contínuo de desindustrialização prematura devastou o setor, sobretudo o da indústria de transformação. A indústria, que em 1985 chegou a compor metade do PIB nacional, em 2020 representou apenas um quinto, sendo esses valores respectivamente o máximo e o mínimo da série histórica iniciada em 1947. A parcela do emprego industrial em relação ao total do emprego formal em 1986 era de 27% e reduziu-se para 15% em 2019.

## Desindustrialização prematura
A desindustrialização é um processo que ocorre espontaneamente em muitas economias conforme suas populações enriquecem e começam a gastar mais em serviços do que bens de consumo, os quais já adquiriram, o que é chamado de desindustrialização madura. Entretanto, observa-se que em algumas economias, como a brasileira e outras latino-americanas, o processo ocorreu antes da renda média da população atingir níveis que poderiam explicá-lo. Segundo Rafael Cagninm, economista-chefe do IEDI (Instituto de Estudos para o Desenvolvimento Industrial):
"É normal que a indústria perca espaço quando a renda per capita das famílias começa a crescer, já que elas consomem mais serviços e menos bens. É uma trajetória que acontece em vários países desenvolvidos, mas, no caso do Brasil, não atingimos uma renda per capita alta ou nos enriquecemos o suficiente para a nossa estrutura produtiva migrar de forma tão rápida."

## Causas
São diversas as causas históricas, políticas, econômicas e estruturais que explicam perda da competitividade da indústria brasileira e da desindustrialização prematura do país nas últimas décadas. Segundo a Conferência das Nações Unidas sobre Comércio e Desenvolvimento (Unctad), o conjunto de fatores que determinaram a desindustrialização do Brasil, ocorreu em toda a América Latina, mas foi no Brasil, onde se observou o mais significativo caso de desmantelamento precoce da indústria. Ainda de acordo com a Unctad, medidas liberais exigidas pelo Banco Mundial e pelo Fundo Monetário Internacional (abertura de mercados, privatização, desregulamentação, livre movimento de capitais, etc.) como condição para a obtenção de empréstimos, também tiveram impactos negativos sobre as indústrias brasileira e latino-americanas. Em 2016, em um documento oficial, o próprio Fundo Monetário Internacional reconheceu os impactos negativos de longo prazo do neoliberalismo nas economias mundiais.

### Crise da Dívida Externa Latino-americana
A indústria brasileira foi historicamente impulsionada pela política de substituição de importações e juros subsidiados (BNDES), mas os problemas começaram com a Crise da Dívida Externa, que deu início a chamada "década perdida" na região da América Latina. A crise foi especialmente problemática no caso do Brasil, que havia se endividado muito ao longo do processo de industrialização, principalmente durante a Ditadura Militar. A elevação brusca da taxa de juros internacionais causou uma grave crise econômica, que resultou em hiperinflação e eventualmente culminou no Plano Real e outras reformas. Tanto a crise como a forma como os governos lidaram com ela prejudicaram fortemente a expansão e a lucratividade da indústria durante e muito após a crise em si.

### O Plano Real e as reformas de 1990
Após uma série de tentativas fracassadas, o Plano Real, iniciado em 1994, entre outras reformas de cunho neoliberal ocorridas na mesma década, conseguiram finalmente estabilizar a economia brasileira. Apesar disso, alguns economistas desenvolvimentistas, como o ex-ministro da Fazenda Bresser-Pereira, criticam várias das medidas adotadas por essas reformas, em particular a taxa de câmbio flutuante e os juros altos impostos pelo Banco Central, que são utilizadas para o controle do balanço de pagamentos e inflação, porém, afirmam eles, afetam negativamente a competitividade da indústria nacional.

#### Taxa de câmbio sobrevalorizada e juros altos
Bresser-Pereira afirma que a política cambial do Brasil desde então tem sido incapaz de combater um dos principais problemas que suas indústrias enfrentam, que é a tendência da economia brasileira à sobreapreciação cíclica e crônica da taxa de câmbio, que causa, entre outros problemas, a doença holandesa. A neutralização dessa no mercado interno, diz ele, antes era feita pelas tarifas aduaneiras, porém, essas foram diluídas em meio à abertura comercial durante o Governo Collor, o qual é associado ao abandono das políticas desenvolvimentistas, sendo sucedido pelo emprego da sobrevalorização do Real, ou populismo cambial, como ferramenta de combate à inflação. Uma taxa de câmbio sobrevalorizada não é competitiva, pois não encontra-se em equilíbrio industrial, o que faz com que mesmo empresas industriais brasileiras que utilizem tecnologia no estado da arte mundial não sejam competitivas no mercado internacional. A partir de 2003 teve início o boom das commodities que promoveu uma recuperação na balança comercial, a partir do aumento das exportações, o que gerou maior uma entrada de dólares. Também houve uma maior entrada de dólares para financiar empresas ligadas às exportações de produtos primários, empresas ligadas ao consumo interno e a compra de títulos da dívida pública.[carece de fontes?] Essa situação prolongou e agravou o problema da sobrevalorização do Real, e o déficit comercial do setor industrial cresceu muito, principalmente em setores de maior tecnologia como os eletrônicos, cujo déficit era de quase 20 bilhões de dólares em 2010.
Ademais, a política de juros altos faz com que a taxa de câmbio valorize-se no longo prazo, sendo mais um fator que a distancia do equilíbrio industrial, o que, de acordo com Bresser-Pereira, faz com que as empresas do setor tenham lucros insuficientes para poupar e investir e acabem utilizando o pouco lucro que obtêm pagando dividendos ou fazendo aplicações financeiras. Durante os mandatos de Fernando Henrique Cardoso, os juros da dívida pública ficaram em um patamar próximo a 8% do PIB. Durante os mandatos de Lula da Silva, esses percentuais estiveram entre 6,5 e 6% do PIB, ou seja, os juros da dívida pública foram muito elevados por um longo período.[carece de fontes?]

### Competição internacional
A acirrada competição internacional também tem sido um grande desafio à indústria brasileira. Sem o amparo de políticas industriais por parte do Estado e ainda tendo que lidar com problemas como a taxa de câmbio sobrevalorizada e juros altos, a indústria brasileira tem perdido espaço tanto no mercado nacional quanto no internacional, sendo forçada a competir com outras que contam com apoio de agressivas e eficazes políticas industriais, de inovação e tecnologia, como a chinesa.

### O "Custo Brasil"
O termo se refere aos desafios estruturais, tributários, burocráticos, logísticos e jurídicos associados ao Brasil, que fazem do país menos competitivo no mercado internacional. Problemas como infraestrutura pobre e um sistema tributário pesado e complexo são exemplos do "Custo Brasil". Um estudo encomendado por associações do setor produtivo que comparou o país com outros da OCDE concluiu que as empresas brasileiras pagam 1,5 trilhão de reais a mais para realizarem seus negócios.